# Paul Preuning
Paul Preuning (fl. 1540-1550) est un potier allemand.

## Biographie
Paul Preuning est un potier allemand qui, avec son proche Kunz Preuning, dirige un atelier familial à Nuremberg.